# Дмитро Галичин
Дмитро Галичин (30 жовтня 1895  — †26 березня 1961, Бруклін, США) — український політичний діяч, громадський діяч, публіцист. Президент Українського Народного Союзу, (1955–1961) президент Українського Конгресового комітету Америки, виконавчий директор Комітета пам'ятника Тарасові Шевченку

## Біографія
Дмитро Галичин народився 30 жовтня 1895 року в селянській сім'ї в селі Дички (тепер Рогатинського р-ну) в Західній Україні, де й почав свою початкову освіту. Середню школу закінчив у повітовому місті Рогатині й опісля вступив на студії закордонної торгівлі на Віденському університеті під час першої світової війни. Покликаний до військової служби в австрійській армії, він вступив добровольцем до Легіону Українських Січових Стрільців та, як старшина Української Армії, брав активну участь у визвольній війні українського народу, що закінчилася створенням Української Народної Республіки. Після тодішньої поразки УНР знову повернувся до Відня.
До США приїхав у 1923 році і відразу активно включився в громадське життя. В 1933 році на 18-й конвенції Українського Народного Союзу, що відбувалася у Детройті, був обраний головним секретарем УНС.